# Kydia calycina
Kydia calycina là một loài thực vật có hoa trong họ Cẩm quỳ. Loài này được Roxb. mô tả khoa học đầu tiên năm 1819.